# Marmopteryx tessellata
Marmopteryx tessellata är en fjärilsart som beskrevs av Alpheus Spring Packard 1873. Marmopteryx tessellata ingår i släktet Marmopteryx och familjen mätare. Inga underarter finns listade i Catalogue of Life.